# Институт монголоведения, буддологии и тибетологии СО РАН
Институ́т монголове́дения, буддоло́гии и тибетоло́гии Сиби́рского отделе́ния Росси́йской Акаде́мии нау́к (ИМБТ СО РАН) — первый академический институт в Бурятии, один из центров востоковедения в системе научно-исследовательских институтов Российской академии наук (Бурятский научный центр СО РАН).

## История названия
- 1922 — Бурятский учёный комитет (Буручком)
- 1929 — Бурят-Монгольский государственный институт культуры (БМГИК).
- 1936 — Государственный институт языка, литературы и истории (ГИЯЛИ)
- 1944 — Бурят-Монгольский научно-исследовательский институт культуры и экономики (БМНИИКЭ)
- 1949 — Бурят-Монгольский научно-исследовательский институт культуры (БМНИИК)
- 1958 — Бурятский комплексный научно-исследовательский институт СО АН СССР
- 1966 — Бурятский филиал СО АН СССР
- Бурятский институт общественных наук СО АН СССР
- 1997 — Институт монголоведения, буддологии и тибетологии СО РАН

## Руководители
- Барадийн, Базар Барадиевич (1878—1937)
- Хабаев, Иннокентий Петрович (?—1938)
- Раднабазарон, Жамцаран (1905—1938)
- Бельгаев, Гомбо Цыбикович (1904—1983)
- Санжиев, Буянто Сайнцакович (1912—2000)
- Шулукшин, Максим Ильич (?—1949)
- Рампилова, Мария Александровна
- Хадалов, Пётр Инокентьевич
- Цыдендамбаев, Цыбикжап Бобоевич (1915—1983)
- Лубсанов, Даши Дашипылович (1922—1993)
- Найдаков, Василий Цыренович (1928—1997)
- академик Базаров, Борис Ванданович (род. 1960)

## Структура
- Отдел истории, этнологии и социологии
- Отдел истории и культуры Центральной Азии
- Центр восточных рукописей и ксилографов
- Отдел языкознания
- Отдел литературоведения и фольклористики
- Отдел философии, культурологии и религиоведения
- Научно-организационный отдел
- Кафедра иностранных языков
- Кафедра философии

## Известные сотрудники
- Бадараев, Бал-Доржи — советский бурятский тибетолог (1929—1987)[3];
- Базаров, Борис Ванданович — советский и российский историк. Академик РАН;
- Барадийн, Базар Барадиевич — востоковед, государственный, общественный и литературный деятель;
- Бельгаев, Гомбо Цыбикович — политический деятель, педагог, деятель искусств;
- Берлинский, Павел Михайлович — руководитель музыкальной секции[4];
- Герасимова, Ксения Максимовна ― российский учёный-востоковед, профессор, доктор исторических наук, сотрудник Института монголоведения, буддологии и тибетологии СО РАН[5].
- Гирченко, Владимир Петрович — историк, архивист;
- Дандарон, Бидия Дандарович — буддолог, историк, философ;
- Дугаров, Баир Сономович — исследователь бурятского фольклора, писатель;
- Лбова, Людмила Валентиновна — советский и российский археолог, доктор исторических наук, профессор, специалист в области археологии и древнего искусства Сибири и Центральной Азии;
- Лепехов Сергей Юрьевич — философ, востоковед;
- Найдаков, Василий Цыренович — филолог, театровед, литературовед;
- Поппе, Николай Николаевич — в 1941 году входил в учёный совет института[6];
- Пубаев, Регби Ешиевич ― советский бурятский учёный, доктор исторических наук, тибетолог, монголовед;
- Рассадин, Валентин Иванович (1939—2017) — советский и российский лингвист. Доктор филологических наук, профессор, заслуженный деятель науки Бурятской АССР и РСФСР, передовик науки Монголии, кавалер ордена Дружбы. Основные направления научной деятельности: монголоведение, тюркология, алтаистика[7];
- Санжиев, Буянто Сайнцакович — историк;
- Скрынникова, Татьяна Дмитриевна — историк, монголовед;
- Цыдендамбаев, Цыбикжап Бобоевич — историк, филолог, этнограф;
- Черемисов, Константин Михайлович — автор первого бурятско-русского словаря.